# Quách Công Lịch
Quách Công Lịch (* 27. August 1993 in Thanh Hóa) ist ein vietnamesischer Sprinter und Hürdenläufer, der sich auf die 400-Meter-Distanz spezialisiert hat.

## Sportliche Laufbahn
Erste internationale Erfahrungen sammelte Quách Công Lịch im Jahr 2013, als er bei den Südostasienspielen in Naypyidaw im 400-Meter-Lauf seinen Vorlauf nicht beenden konnte. Zwei Jahre später gewann er bei den Südostasienspielen in Singapur in 46,02 s die Silbermedaille über 400 Meter hinter dem Thailänder Kunanon Sukkaew, wie auch in 50,29 s im 400-Meter-Hürdenlauf hinter dem Philippiner Eric Cray. Zudem sicherte er sich mit der vietnamesischen 4-mal-400-Meter-Staffel in 3:08,48 min die Bronzemedaille hinter den Teams aus Thailand und den Philippinen. Im selben Jahr stellte er zudem in Chanthaburi mit 45,99 s einen neuen Landesrekord über 400 Meter auf. 2016 belegte er bei den Hallenasienmeisterschaften in Doha in 48,29 s den sechsten Platz, wie auch bei den Leichtathletik-Asienmeisterschaften 2017 in Bhubaneswar in 46,51 s. Anschließend gewann er bei den Südostasienspielen in Kuala Lumpur mit neuem Landesrekord von 50,05 s die Silbermedaille im Hürdenlauf hinter dem Philippiner Cray und sicherte sich über 400 Meter in 46,48 s die Bronzemedaille hinter dem Philippiner Trenten Beram und Phitchaya Sunthonthuam aus Thailand. Zudem gewann er mit der Staffel mit neuem Landesrekord von 3:07,40 min die Silbermedaille hinter Thailand.
2018 nahm er erstmals an den Asienspielen in Jakarta teil, konnte dort seinen Vorlauf über 400 m Hürden aber nicht beenden. Im Jahr darauf gewann er bei den Südostasienspielen in Capas in 51,60 s die Bronzemedaille im Hürdenlauf hinter Cray und dem Indonesier Halomoan Edwin Binsar. Zudem siegte er mit der Staffel in 3:08,07 min. 2022 gewann er dann bei den Südostasienspielen in Hanoi in 50,82 s die Silbermedaille hinter dem Philippiner Cray und auch mit der Männerstaffel sicherte er sich in 3:08,52 min die Silbermedaille hinter dem Team aus Thailand, welche er nachträglich aber wieder verlor. Im Jahr darauf gelangte er bei den Südostasienspielen in Phnom Penh mit 53,06 s auf Rang sechs über 400 m Hürden und wurde mit der Staffel in 3:09,65 min Vierter.
2017 wurde Quách vietnamesischer Meister im 400-Meter-Lauf sowie von 2019 bis 2021 über 400 m Hürden. Zudem siegte er 2020 und 2021 auch in der 4-mal-200-Meter-Staffel sowie 2020 auch in der Mixed-Staffel. Er ist der Bruder von Quách Thị Lan, die ebenfalls erfolgreich als Leichtathletin aktiv ist.

## Persönliche Bestleistungen
- 200 Meter: 21,67 s (+1,2 m/s), 11. Juni 2016 in Montverde
  - 200 Meter (Halle): 21,78 s, 31. Januar 2016 in Birmingham (vietnamesischer Rekord)
- 400 Meter: 45,99 s, 29. Juni 2015 in Chanthaburi (vietnamesischer Rekord)
  - 400 Meter (Halle): 47,44 s, 13. Februar 2016 in Birmingham (vietnamesischer Rekord)
- 400 m Hürden: 50,05 s, 22. August 2017 in Kuala Lumpur (vietnamesischer Rekord)